# John Joseph Montgomery
John Joseph Montgomery (15 de febrero de 1858 - 31 de octubre de 1911) fue un inventor, físico, ingeniero y profesor estadounidense en la Universidad de Santa Clara en Santa Clara, California, conocido por su invención de máquinas voladoras controladas más pesadas que el aire.
En la década de 1880, Montgomery, un nativo de Yuba City, California, hizo experimentos de vuelo tripulado en una serie de planeadores en los Estados Unidos en Otay Mesa cerca de San Diego, California. Aunque no se publicitó en la década de 1880, estos primeros vuelos fueron descritos por primera vez por Montgomery como parte de una conferencia pronunciada en la Conferencia Internacional sobre Navegación Aérea en Chicago, 1893. Estos avances independientes se produjeron después de los vuelos en planeador de pioneros europeos como el cochero de George Cayley en Inglaterra (1853) y Jean-Marie Le Bris en Francia (1856). [15] Aunque Montgomery nunca reclamó ser el primero, algunos historiadores y organizaciones consideran que sus experimentos de deslizamiento de la década de 1880 fueron los primeros vuelos controlados de una máquina voladora más pesada que el aire en América o en Occidente Hemisferio, dependiendo de la fuente.
Montgomery ideó diferentes métodos de control para sus planeadores, incluido el cambio de peso para balanceo y un elevador para cabeceo (1884). Los diseños posteriores utilizaron aletas de borde de fuga con bisagras operadas por piloto en las alas (1885-1886) para el control de alabeo, y posteriores sistemas anti alabeo completo (1903-1905) y anti cabeceo y balanceo (1911).